# Lex Iulia iudiciorum privatorum
La Lex Iulia iudiciorum privatorum è una legge emanata, su impulso dell'imperatore Augusto, nel 17 a.C. nel quadro di una revisione del sistema processuale romano. La Lex Iulia iudiciorum privatorum eliminò del tutto le legis actiones sostituite dal processo per formulas. Tra le legis actiones rimase in vigore solo la legis actio sacramenti nei giudizi centumvirali, nonché la procedura relativa all'actio damni infecti.